# Ноэ (Верхняя Гаронна)
Ноэ́ (фр. Noé, окс. Noèr) — коммуна во Франции, находится в регионе Юг — Пиренеи. Департамент — Верхняя Гаронна. Входит в состав кантона Карбон. Округ коммуны — Мюре.
Код INSEE коммуны — 31399.

## География
Коммуна расположена приблизительно в 620 км к югу от Парижа, в 31 км к юго-западу от Тулузы.
По территории коммуны протекает река Гаронна.

## Климат
Климат умеренно-океанический. Зима мягкая и снежная, весна характеризуется сильными дождями и грозами, лето сухое и жаркое, осень солнечная. Преобладают сильные юго-восточные и северо-западные ветры.

## Население
Население коммуны на 2010 год составляло 2627 человек.
| 1962 | 1968 | 1975 | 1982 | 1990 | 1999 | 2010 |
| ---- | ---- | ---- | ---- | ---- | ---- | ---- |
| 835  | 1034 | 1272 | 1543 | 1975 | 2077 | 2627 |

## Администрация
| Период | Период | Фамилия          | Партия                              | Примечания                           |
| ------ | ------ | ---------------- | ----------------------------------- | ------------------------------------ |
| 1959   | 1977   | Жан-Батист Думан | Французская коммунистическая партия | член генерального совета (1970—1976) |
| 1977   | 2020   | Жан-Поль Фёйерак | беспартийный                        |                                      |

## Экономика
В 2010 году среди 1726 человек трудоспособного возраста (15—64 лет) 1292 были экономически активными, 434 — неактивными (показатель активности — 74,9 %, в 1999 году было 70,0 %). Из 1292 активных жителей работали 1170 человек (639 мужчин и 531 женщина), безработных было 122 (36 мужчин и 86 женщин). Среди 434 неактивных 129 человек были учениками или студентами, 149 — пенсионерами, 156 были неактивными по другим причинам.

## Достопримечательности
- Пирамида на границе Лангедока и Гиени (XVII век). Исторический памятник с 2010 года[4]
- Дом Пардайан (1573 год). Исторический памятник с 1942 года[5]
- Церковь Св. Мартина
- Музей регбийной формы[6][7]

## Фотогалерея

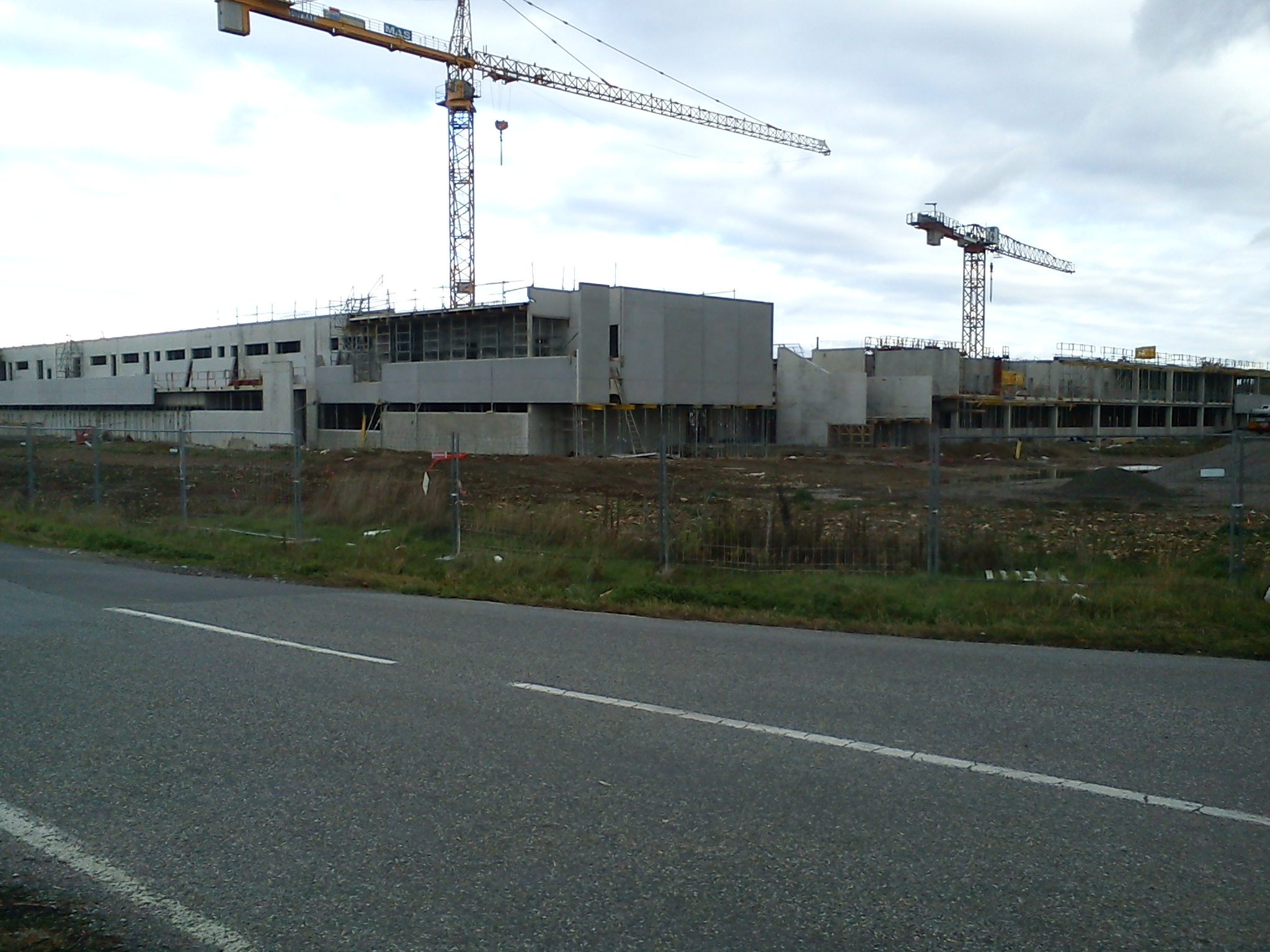
Строительство коллежа
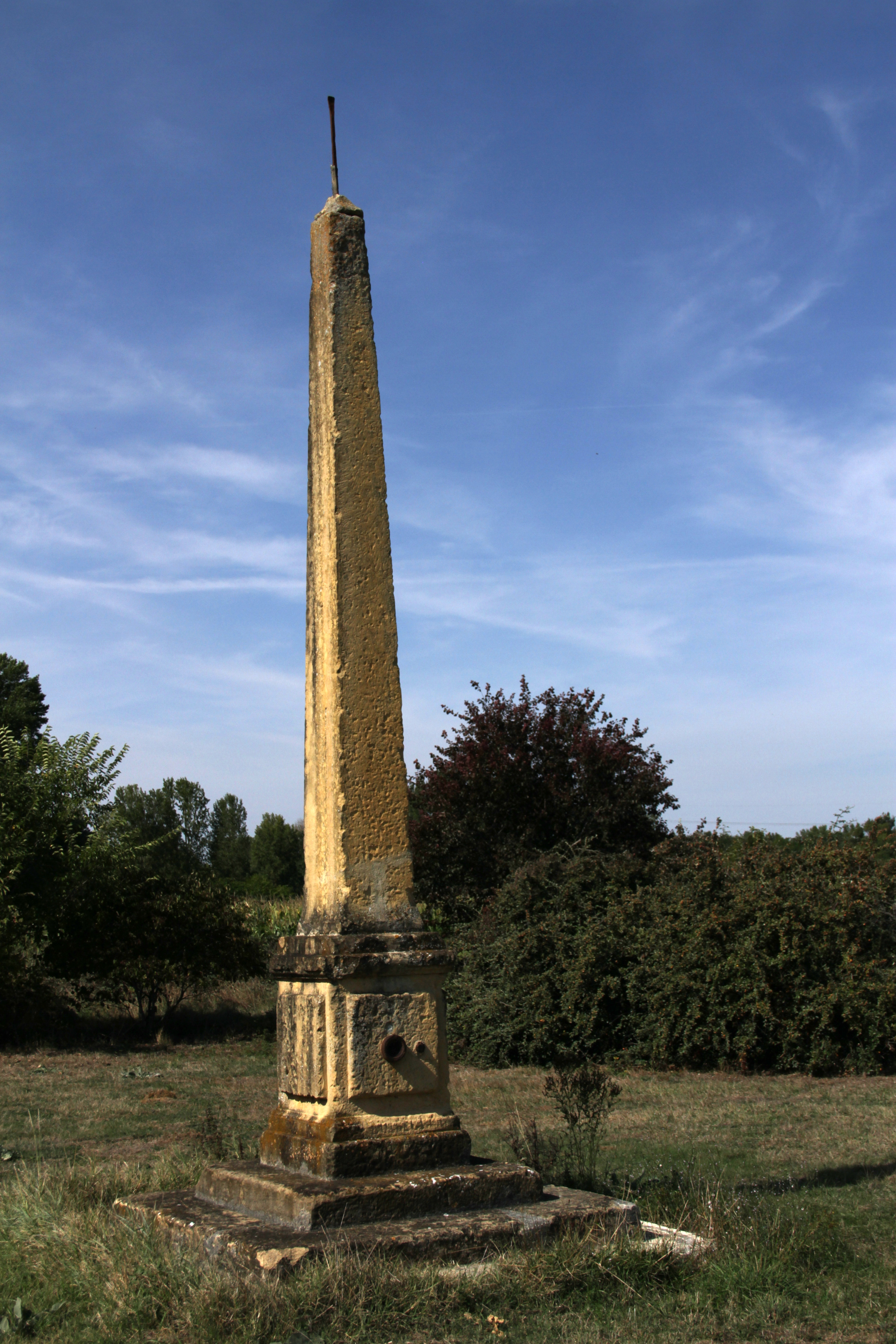
Пирамида на границе Лангедока и Гиени
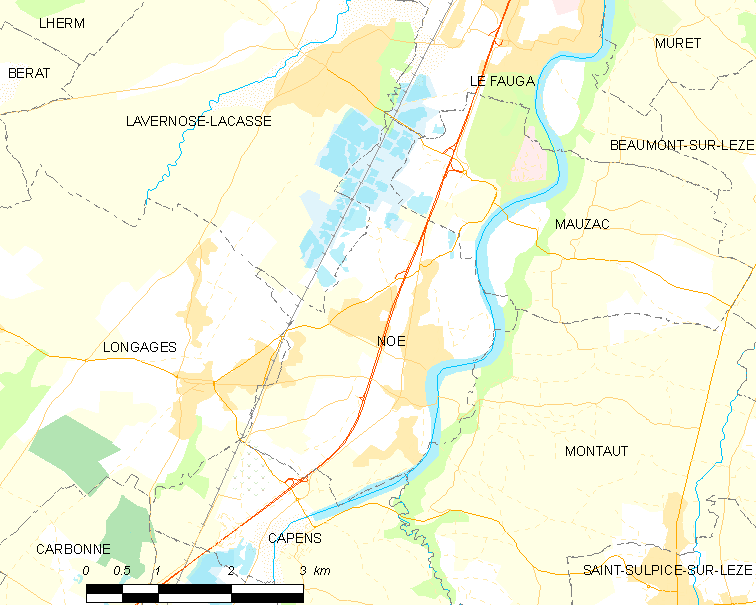
Карта коммуны